# Чучвага, Иван Иванович
Иван Иванович Чучвага (22 мая 1920 — 12 марта 1943) — Герой Советского Союза. Командир эскадрильи 866-го истребительного авиационного полка, 288-я истребительная авиационная дивизия, 17-я воздушная армия Юго-Западный фронт, капитан.

## Биография
Иван Иванович Чучвага родился 22 мая 1920 года в селе Новосевастопольское, Красногвардейский район, ныне Республика Адыгея в семье казака. Русский. Член КПСС с 1942 года. Окончил Краснодарское педагогическое училище в 1939 году. Работал учителем. Окончил Краснодарский аэроклуб. В армии с ноября 1940 года. Окончил Черниговскую военную авиационную школу пилотов.

### В действующей армии
На фронтах Великой Отечественной войны с ноября 1941. Воевал пилотом, заместителем и командиром эскадрильи на Сталинградском, Юго-Западном фронтах.
Особенно отличился Иван Иванович 13 августа 1942 года. Об этом подвиге рассказала газета Сталинградского фронта «Красная Армия»:

 «Командир эскадрильи погиб, кому поручить это сложное и ответственное задание? Выбор выпал на И. И. Чучвагу. Он выполнил задание, маневрируя в огне вражеских снарядов и с земли, и в воздухе. Иван Иванович был тяжело ранен, осколки причиняли нестерпимую боль. Кровь сочилась из ран, руки слабели, иногда терял сознание, но, напрягая все силы воли, продолжал полёт. И вот уже родная земля… „Приказ выполнил“, — промолвил И. Чучвага и потерял сознание…».— Лётчик-герой Иван Чучвага.
.
За образцовое выполнение особо важного задания и подвиги, проявленные в небе Сталинграда, «сокол» Чучвага был награждён орденом Ленина.
После двухмесячного пребывания в госпитале, получив звание старшего лейтенанта, Иван Иванович был назначен командиром эскадрильи. И снова бои. В боевом листке писалось, что, командуя эскадрильей, И. И. Чучвага проявил себя мужественным и храбрым, не знающим страха воздушным бойцом и талантливым командиром.
И. И. Чучвагу никогда не останавливало численное превосходство врага. Так было и в воздушном бою 29 ноября 1942 года. Пятерка «Яков» в небе 20 минут, а на земле уже догорали 5 вражеских самолётов, два из которых сбил Чучвага. «Именно таким является лётчик-герой нашей части капитан Иван Чучвага», — писалось в боевом листке.

## Подвиг
Громкую славу И. И. Чучваге принесли воздушные бои 3 февраля и 10 марта 1943 года, когда он, сражаясь в меньшинстве, сбил по одному вражескому самолёту. 
Командир эскадрильи 866-го истребительного авиационного полка, 288-я истребительная авиационная дивизия, 17-я воздушная армия, Юго-Западный фронт капитан Иван Иванович Чучвага совершил 196 боевых вылетов, в 74 воздушных боях сбил 9 самолётов противника лично и 1 в группе. Погиб 12 марта 1943 года в воздушном бою в районе Купянска-Сортировочной Харьковской области.
Похоронен в братской могиле в селе Куриловка, Купянский район, Харьковская область, Украина.
Звание Герой Советского Союза присвоено 24 августа 1943 года посмертно. Армейский поэт посвятил памяти лётчика стихотворение, которое было опубликовано в газете «Защитник Отечества»:

Я знаю, что вражью машину

Ты в воздухе сбил не одну,

Когда за мою Украину

Сражался на тихом Дону.

Ты умер со славой, героем,

В жестокой неравной борьбе.

Мы новый счёт мести откроем,

Его посвящая тебе.

## Награды
- Медаль «Золотая Звезда»;
- орден Ленина[5][6];
- орден Ленина;
- медаль «За оборону Сталинграда»[7].

## Память
- Имя Героя включено в зал Славы Центрального музея Великой Отечественной войны в Парке Победы города Москвы.
- Именем Героя названа улица в городе Купянск, Купянский район, Харьковская область, Украина.
- Именем Героя названа школа, улица и пионерская дружина в селе Новосевастопольское, Красногвардейский район, Республика Адыгея.
- В селе Новосевастопольское, Красногвардейский район, Республика Адыгея установлен бюст.